# FreeCol
FreeCol je svobodná tahová strategie pod licencí GNU GPL. Je silně inspirována hrou Colonization od Sida Meiera a naprogramována v jazyce Java, díky čemuž je spustitelná na řadě platforem, mimo jiné Linux, Microsoft Windows a Macintosh.

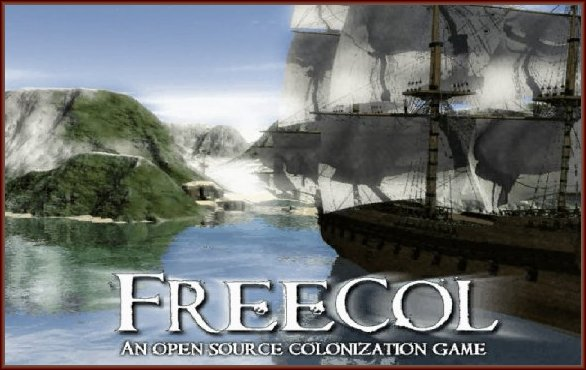
Úvodní obrazovka

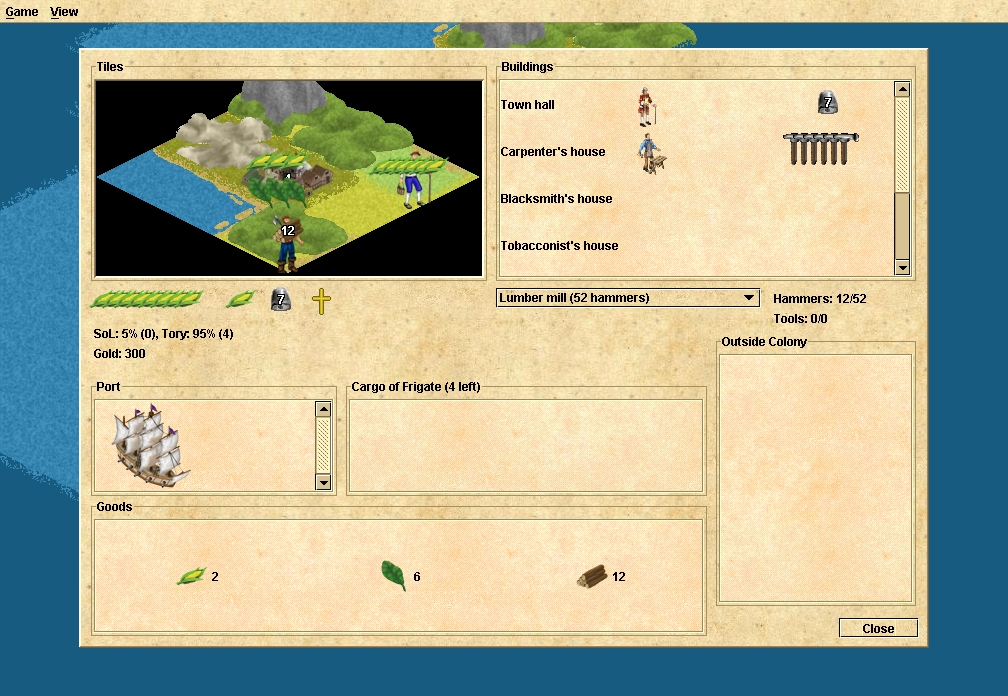
Okno s informacemi o jedné z kolonií

## Téma hry
Hra začíná v roce 1492, kdy Kryštof Kolumbus objevil Ameriku, objevením Nového Světa. Hráč má do začátku loď a pár osadníků a jeho cílem je vybudovat samostatné impérium a posléze dosáhnout nezávislosti na koruně, která jej vyslala. V závěru hry musí čelit hráč vojsku, které král vyšle, aby kolonie udržel pod svojí vládou, a hra končí poražením tohoto vojska.
Jádrem hry je ovšem spíše rozvíjení ekonomiky, tedy těžba či pěstování surovin, jejich zpracování na konečný výrobek a posléze jejich využití či prodej. Důležitou součástí je zvyšování efektivity výroby jednak vyškolováním osadníků pro konkrétní činnosti, jednak stavěním budov v koloniích.
Hra je v určitých ohledech podobná hře Freeciv, stejně jako je Colonization (předloha FreeCol) podobná Civilization (předloha Freeciv).
FreeCol se již dostala i do repozitáře operačního systému Debian.